# Archidiecezja Santa Cruz de la Sierra
Archidiecezja Santa Cruz de la Sierra (łac. Archidioecesis Sanctae Crucis de Sierra) – katolicka archidiecezja w Boliwii. Została erygowana 30 czerwca 1975 w miejsce istniejącej od 1605 diecezji.

## Ordynariusze
- Antonio Calderón de León (1605 - 1621)
- Fernando de Ocampo OFM (1621 - 1632)
- Juan de Zapata y Figueroa (1635 - 1646)
- Juan de Arguinao y Gutiérrez OP (1646 - 1659)
- Juan de Riviera OSA (1659 - 1666)
- Bernardino de Cárdenas Ponce OFM (1666 - 1668)
- Juan de Esturizada OP (1672 - 1675)
- Pedro Cárdenas y Arbieto (1680 - 1687)
- Juan de los Ríos y Berriz (1687 - 1692)
- Juan Francisco de Padilla y San Martín O. de M. (1699 - 1705)
- Pedro Vázquez de Velasco (1706 - 1710)
- Jaime de Mimbela OP (1714 - 1720)
- Juan Cavero de Toledo (1720 - 1725)
- Joannes de Moncada Hurtado de Figueroa (1725 - 1725)
- Miguel Bernardino de la Fuenta y Rojas (1728 - 1741)
- Andrés Vergara Uribe (1741 - 1744)
- Juan Pablo de Olmedo (1745 - 1755)
- Bernardo José Pérez de Oblitas (1756 - 1760)
- Francisco Ramón Herboso y Figueroa OP (1761 - 1776)
- Juan Domingo González de la Reguera (1776 - 1780)
- Alejandro José de Ochoa y Morillo (1782 - 1791)
- José Ramón de Estrada y Orgas (1791 - 1972)
- Manuel Nicolás Rojas de Argandoña (1795 - 1803)
- Antonio de San Firmino O Carm (1805 - 1806)
- Francisco Javier Aldazábal y Lodeña (1807 - 1816)
- Agustín Francisco de Otondo (1816 - 1826)
- José Manuel Fernández de Córdoba y Meló (1835 - 1840)
- Francesco Leone de Aguirre (1840)
- Manuel Ángel del Prado Cárdenas (1846 - 1855)
- Agustín Gómez Cabezas y Sildo (1856 - 1862)
- Francisco Javier Rodríguez (1869 - 1877)
- Juan José Baldivia Morales (1878 - 1891)
- José Belisario Santistevan Seoane (1891 - 1931)
- Daniel Rivero Rivero (1931 - 1940)
- Augustin Arce Mostajo (1940 - 1958)
- Luis Aníbal Rodríguez Pardo (1958 - 1991)
- Julio Terrazas Sandoval CSsR (1991 - 2013)
- Sergio Gualberti (2013 - 2022)
- René Leigue Cesari (od 2022)